# Nicomia obliquum
Nicomia obliquum är en insektsart som beskrevs av Walker. Nicomia obliquum ingår i släktet Nicomia och familjen hornstritar. Inga underarter finns listade i Catalogue of Life.